# 館林インターチェンジ

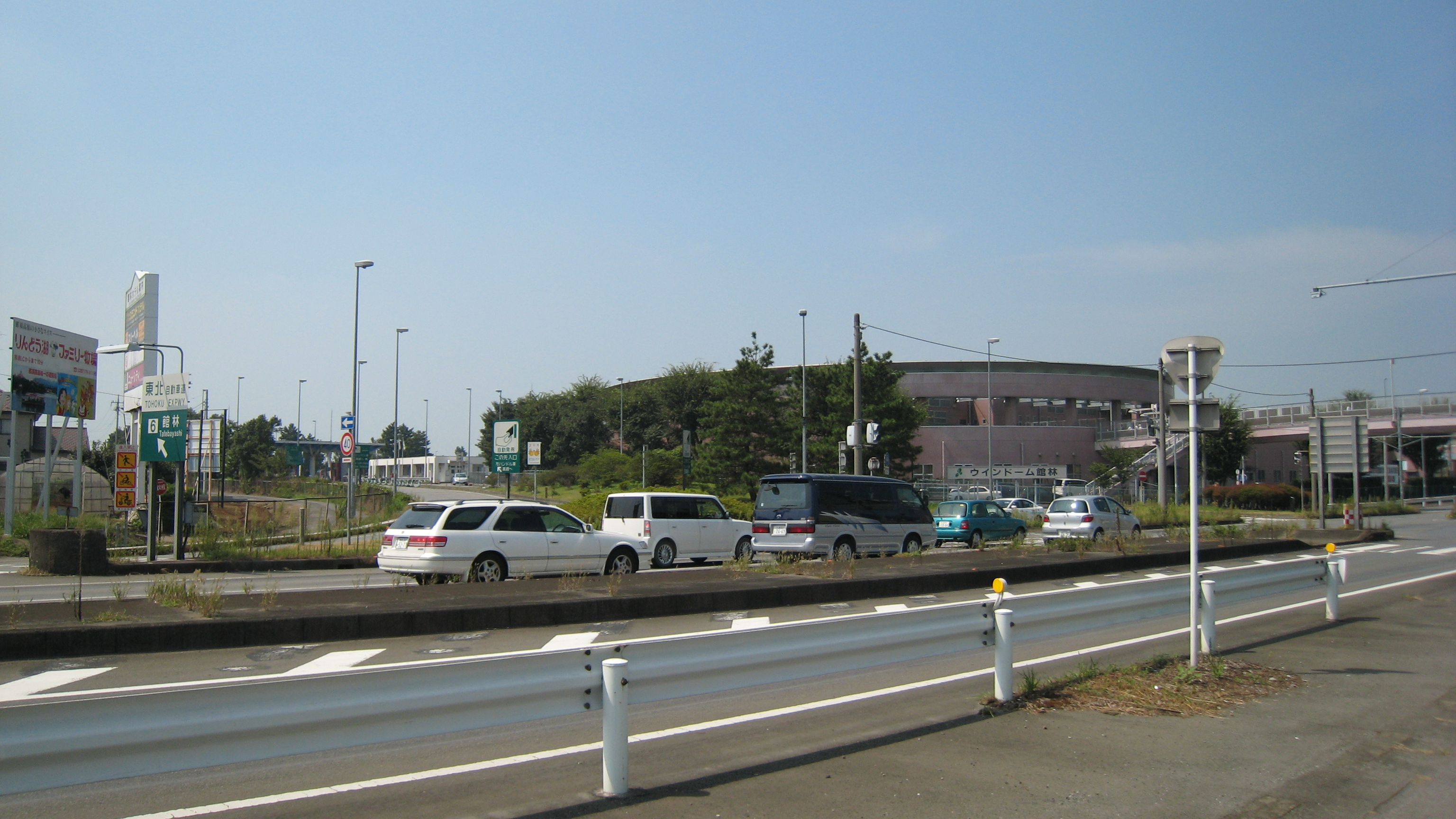
入口付近

館林インターチェンジ（たてばやしインターチェンジ）は、群馬県館林市赤生田町にある東北自動車道のインターチェンジ (IC) である。東北自動車道で唯一、群馬県内にあるIC。

## 道路
- E4 東北自動車道（6番）
- 国道354号（1993年以前は群馬県道2号前橋古河線）

## 料金所
- ブース数：6

### 入口
- ブース数：2
  - ETC専用：1
  - 一般：1

### 出口
- ブース数：4
  - ETC専用：1
  - 一般：3

## 周辺
- 館林駅
- 館林トラックステーション
- つつじが岡公園
- ケイドリームス・ドーム館林（館林場外車券売場、旧愛称：ウインドーム館林）
- アゼリアモール[2]

## 隣
E4 東北自動車道
(5-1) 羽生IC - 羽生PA - (6) 館林IC - (7) 佐野藤岡IC
当ICと佐野藤岡ICとの間に、館林北スマートインターチェンジの設置が検討されている。